# Octoblepharum africanum
Octoblepharum africanum là một loài rêu trong họ Octoblepharaceae. Loài này được (Broth.) Cardot mô tả khoa học đầu tiên năm 1899.